# الدوري الأسترالي لكرة القدم 2013–14
الدوري الأسترالي لكرة القدم 2013–14 (بالإنجليزية: 2013–14 A-League)‏ هو الموسم 38 من  الدوري الأسترالي لكرة القدم. أقيم خلال الفترة 10 أكتوبر 2013 وحتى 11 أبريل 2014، وأشرف على تنظيمه اتحاد أستراليا لكرة القدم، وكان عدد الأندية المشاركة فيه  10، وفاز فيه نادي بريزبان رور.